# Mouvement autonomiste jurassien
Le Mouvement autonomiste jurassien (MAJ) — connu successivement sous les noms de Mouvement séparatiste jurassien (MSJ) de 1947 à 1951, puis de Rassemblement jurassien (RJ) de 1951 à 1994 — constitue une organisation autonomiste et séparatiste regroupant plusieurs entités telles qu’Unité jurassienne (UJ), le Groupe Bélier (jusqu’en 1981), le Mouvement universitaire jurassien (MUJ), l’Association féminine pour la défense du Jura (AFDJ) et l’Association des Jurassiens de l’extérieur (AJE).
Le MAJ s'est affirmé, au cours de son histoire, comme l’un des principaux acteurs de la Question jurassienne. Fondé en 1947 à l’initiative de Daniel Charpilloz, le MAJ a d'abord conduit le combat pour l’indépendance du territoire jurassien historique face au canton de Berne. Par la suite, il s’est engagé en faveur de la réunification du Jura bernois avec la République et Canton du Jura, entrée en souveraineté en 1979. Aujourd’hui, le mouvement poursuit son action en défendant les intérêts généraux du Jura historique, tout en maintenant vivante la revendication identitaire et institutionnelle jurassienne.

## Objectifs
À sa fondation en 1947, le Mouvement séparatiste jurassien se donne pour objectif de détacher le peuple et le territoire jurassiens du canton de Berne afin de créer un nouveau canton au sein de la Confédération suisse. Ses statuts stipulent que l'organisation a  « pour but d'affranchir le peuple jurassien de la domination bernoise ».
À la suite du plébiscite jurassien de 1974-1975, qui aboutit à la création de la République et Canton du Jura composée uniquement de trois des sept districts historiques, le MAJ redéfinit ses objectifs. Bien qu’il conserve sa volonté de libérer le peuple jurassien de ce qu’il considère comme une domination bernoise, son action se recentre désormais exclusivement sur le Jura bernois (qu’il désigne sous l’appellation de Jura Sud). L’organisation oriente dès lors son combat vers la réunification des anciens districts bernois de Moutier, Courtelary et La Neuveville avec le canton du Jura, poursuivant ainsi son engagement en faveur de l’unité du territoire jurassien historique.
Depuis 2025, dans le contexte marqué par la fin constitutionnelle de la Question jurassienne et l’intégration officielle de la ville de Moutier au sein de la République et Canton du Jura, le MAJ a entrepris une révision de ses statuts et de ses objectifs. Conscient que la notion traditionnelle de « réunification » ne correspond plus à la réalité institutionnelle actuelle, le MAJ adapte son action à une nouvelle phase du dialogue interjurassien. Celle-ci ne repose plus sur une logique de confrontation territoriale, mais sur la valorisation des liens culturels, linguistiques et identitaires unissant les Jurassiens des deux cantons. Désormais, l’organisation affirme « défendre les intérêts généraux du Jura historique et son caractère francophone ».

## Historique
| Mouvement séparatiste jurassien (MSJ) (24 avril 1917 - ~1930)                                                                              | | | | | |                                                                |                                                                |                                                                |                                                                |                                                                |                                                                |                                                     |                                                     |                                                     |                                                     |                                                     |                                                     |        |        |        |        |  |  |  |  |  |  |  |  |
| | | | | | |                                                                |                                                                |                                                                |                                                                |                                                                |                                                                |                                                     |                                                     |                                                     |                                                     |                                                     |                                                     |        |        |        |        |  |  |  |  |  |  |  |  |
| Mouvement séparatiste jurassien (MSJ) (30 novembre 1947 - 9 septembre 1951) Rassemblement jurassien (RJ) (9 septembre 1951 - 20 mars 1994) | Mouvement séparatiste jurassien (MSJ) (30 novembre 1947 - 9 septembre 1951) Rassemblement jurassien (RJ) (9 septembre 1951 - 20 mars 1994) | Mouvement séparatiste jurassien (MSJ) (30 novembre 1947 - 9 septembre 1951) Rassemblement jurassien (RJ) (9 septembre 1951 - 20 mars 1994) | Mouvement séparatiste jurassien (MSJ) (30 novembre 1947 - 9 septembre 1951) Rassemblement jurassien (RJ) (9 septembre 1951 - 20 mars 1994) | Mouvement séparatiste jurassien (MSJ) (30 novembre 1947 - 9 septembre 1951) Rassemblement jurassien (RJ) (9 septembre 1951 - 20 mars 1994) | Mouvement séparatiste jurassien (MSJ) (30 novembre 1947 - 9 septembre 1951) Rassemblement jurassien (RJ) (9 septembre 1951 - 20 mars 1994) |                                                                |                                                                |                                                                |                                                                |                                                                |                                                                | Unité jurassienne (UJ) (21 mai 1976 - 20 mars 1994) | Unité jurassienne (UJ) (21 mai 1976 - 20 mars 1994) | Unité jurassienne (UJ) (21 mai 1976 - 20 mars 1994) | Unité jurassienne (UJ) (21 mai 1976 - 20 mars 1994) | Unité jurassienne (UJ) (21 mai 1976 - 20 mars 1994) | Unité jurassienne (UJ) (21 mai 1976 - 20 mars 1994) |        |        |        |        |  |  |  |  |  |  |  |  |
| Mouvement séparatiste jurassien (MSJ) (30 novembre 1947 - 9 septembre 1951) Rassemblement jurassien (RJ) (9 septembre 1951 - 20 mars 1994) | Mouvement séparatiste jurassien (MSJ) (30 novembre 1947 - 9 septembre 1951) Rassemblement jurassien (RJ) (9 septembre 1951 - 20 mars 1994) | Mouvement séparatiste jurassien (MSJ) (30 novembre 1947 - 9 septembre 1951) Rassemblement jurassien (RJ) (9 septembre 1951 - 20 mars 1994) | Mouvement séparatiste jurassien (MSJ) (30 novembre 1947 - 9 septembre 1951) Rassemblement jurassien (RJ) (9 septembre 1951 - 20 mars 1994) | Mouvement séparatiste jurassien (MSJ) (30 novembre 1947 - 9 septembre 1951) Rassemblement jurassien (RJ) (9 septembre 1951 - 20 mars 1994) | Mouvement séparatiste jurassien (MSJ) (30 novembre 1947 - 9 septembre 1951) Rassemblement jurassien (RJ) (9 septembre 1951 - 20 mars 1994) |                                                                |                                                                |                                                                |                                                                |                                                                |                                                                | Unité jurassienne (UJ) (21 mai 1976 - 20 mars 1994) | Unité jurassienne (UJ) (21 mai 1976 - 20 mars 1994) | Unité jurassienne (UJ) (21 mai 1976 - 20 mars 1994) | Unité jurassienne (UJ) (21 mai 1976 - 20 mars 1994) | Unité jurassienne (UJ) (21 mai 1976 - 20 mars 1994) | Unité jurassienne (UJ) (21 mai 1976 - 20 mars 1994) |        |        |        |        |  |  |  |  |  |  |  |  |
| | | | | | |                                                                |                                                                |                                                                |                                                                |                                                                |                                                                |                                                     |                                                     |                                                     |                                                     |                                                     |                                                     |        |        |        |        |  |  |  |  |  |  |  |  |
| | | | | | | Mouvement autonomiste jurassien (MAJ) (depuis le 20 mars 1994) | Mouvement autonomiste jurassien (MAJ) (depuis le 20 mars 1994) | Mouvement autonomiste jurassien (MAJ) (depuis le 20 mars 1994) | Mouvement autonomiste jurassien (MAJ) (depuis le 20 mars 1994) | Mouvement autonomiste jurassien (MAJ) (depuis le 20 mars 1994) | Mouvement autonomiste jurassien (MAJ) (depuis le 20 mars 1994) |                                                     |                                                     |                                                     |                                                     | {{{}}}                                              | {{{}}}                                              | {{{}}} | {{{}}} | {{{}}} | {{{}}} |  |  |  |  |  |  |  |  |

### Premier Mouvement séparatiste jurassien (1917-1930)
Le 24 avril 1917, le premier Mouvement séparatiste jurassien (MSJ) est fondé sous la présidence d'Albert Eberhardt, qui, confronté à des menaces, doit démissionner. Il est alors remplacé par Louis Merlin. Alfred Ribeaud, devenant l'animateur principal du mouvement, expose la question jurassienne à l’ensemble de la Suisse et lance l’idée de la création d’un canton du Jura, affirmant : « Nous voulons rompre la chaîne qui nous lie...et rien ne saurait nous en empêcher, ni les chevaliers de l'assiette au beurre, ni la fosse aux ours tout entière. Nous sommes prêts ! ». Il publie plusieurs textes engagés, parmi lesquels Au temps des cerises, La Question jurassienne et Nous voulons l’autonomie. Le MSJ s’emploie alors à former un Comité pour la création d’un canton du Jura, structuré autour d’une commission exécutive. Le projet demeure toutefois sans suite concrète. Ce premier mouvement échoue en partie en raison de l'isolement de ses initiateurs, coupés des milieux populaires
Parallèlement, d'autres mouvements séparatistes voient également le jour durant cette période.

### Deuxième Mouvement séparatiste jurassien (1947-1951)
Le 27 septembre 1947, à la suite de l’affaire « Moeckli », Norbert Clémence, Roger Schaffter, Daniel Charpilloz, Georges Membrez, Victor Beuchat, Roland Béguelin, Jean Chappuis et Marc Jobin se réunissent à Porrentruy dans l’intention de créer un vaste mouvement de protestation contre le Conseil-exécutif bernois.
Le 30 novembre 1947, le Mouvement séparatiste jurassien (MSJ) voit le jour à l’hôtel de la Gare de Moutier, sous l’impulsion de Daniel Charpilloz, Roland Béguelin, Roger Schaffter et 19 autres personnes. Daniel Charpilloz en devient le premier président, Roger Schaffter occupe le poste de secrétaire général, et le siège du mouvement s’établit à Delémont. Le MSJ revendique sans détour la séparation du territoire jurassien du canton de Berne et la création d’un nouveau canton au sein de la Confédération, composé des sept districts de Delémont, Porrentruy, Les Franches-Montagnes, Moutier, Courtelary, La Neuveville et Laufon,.
Dans la foulée, le 6 février 1948, Roland Béguelin, Roger Schaffter et Roger Chatelain fondent la société coopérative Le Jura Libre. Roger Schaffter en devient le premier rédacteur en chef.
Le Mouvement séparatiste jurassien cherche à diffuser largement son projet de séparation cantonale auprès de l’ensemble du peuple jurassien. Pour ce faire, il multiplie les tracts, les actions de démarchage et les manifestations. Le 18 février 1948, il organise la première Fête du peuple jurassien, qui devient par la suite un rendez-vous annuel. Le 6 mars 1948, le MSJ tient sa première manifestation publique à Sonceboz.
Le 12 septembre 1949, les autorités bernoises soumettent plusieurs propositions d’amendement à la Constitution cantonale afin de répondre aux revendications émergentes et de désamorcer le conflit jurassien. Ces propositions incluent la reconnaissance d’un « peuple jurassien », le respect de la parité linguistique dans les actes administratifs, la garantie d’une représentation du Jura au Conseil-exécutif bernois, ainsi que des mesures de protection constitutionnelle pour la région. Ces amendements sont soumis à votation le 29 octobre 1950, et sont acceptés par 69 089 voix contre 7 289,.
Malgré cette approbation populaire, le MSJ juge ces réformes largement insuffisantes. Pour fédérer l’ensemble des Jurassiens autour de l’idéal indépendantiste, Roland Béguelin lance une opération de ralliement. Avec Roger Schaffter, il adapte la chanson populaire ajoulote La Rauracienne, en modifie les paroles et la rebaptise La Nouvelle Rauracienne, qui devient dès lors l’hymne des séparatistes.
À la suite du départ de Roger Schaffter, récemment nommé directeur de l’École suisse de Gênes, le Comité central du Mouvement est remanié : Pierre Billieux devient secrétaire général, Adolf Walther accède à la vice-présidence centrale, et Roland Béguelin prend la tête de la rédaction du Jura Libre.
Le 9 septembre 1951, dans un souci d’affirmer son caractère apolitique et non confessionnel, le Mouvement séparatiste jurassien change de nom et devient le Rassemblement jurassien (RJ),.

### Rassemblement jurassien (1951-1994)
Devenu Rassemblement jurassien, le mouvement poursuit son action dans les années 1950 avec fermeté mais sans agressivité, en affirmant sa volonté de créer une République et Canton du Jura dans le respect des principes du fédéralisme suisse.
Dès 1955, le RJ évoque la possibilité de lancer une initiative, soit fédérale, soit cantonale, sur le droit à l’autodétermination des sept districts jurassiens. Un obstacle majeur se présente toutefois : le cas du district de Laufon, à majorité germanophone. Le RJ envisage alors un statut particulier pour ce district au sein d’un futur canton jurassien.

Le 3 août 1957, le RJ annonce le lancement d’une initiative cantonale « en vue d'organiser dans le Jura une consultation populaire sur le problème de l'autonomie ». L’initiative est officiellement lancée le 1er septembre et recueille 23 336 signatures avant d’être déposée à la Chancellerie bernoise. Elle est soumise au vote populaire dans le canton de Berne le 5 juillet 1959.

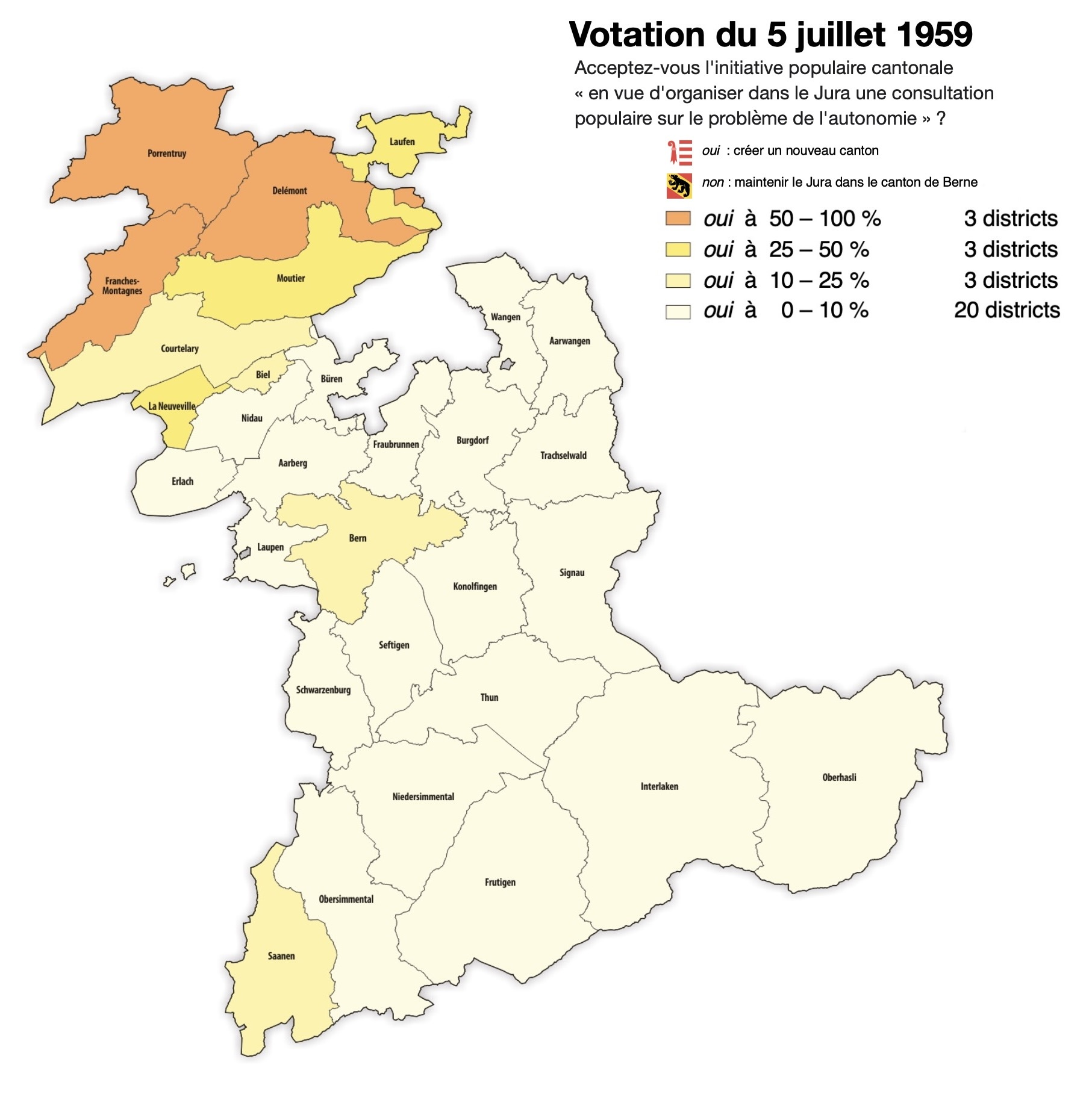
Carte du résultat de la votation du 5 juillet 1959.

Le RJ subit alors un revers électoral : dans le Jura même, l’initiative est rejetée par 16 354 non contre 15 163 oui, soit 51,9 % contre 48,1 %. À l’échelle du canton de Berne, la majorité s’y oppose également, bien que trois des sept districts jurassiens votent en faveur du texte. Le RJ attribue cet échec à l’immigration massive d’Alémaniques au cours du XIXe siècle, qu’il accuse d’avoir modifié l’équilibre démographique et influencé le vote. Il affirme également que la votation a été menée selon le droit bernois, jugé défavorable aux intérêts du peuple jurassien. Malgré l’échec, le mouvement réaffirme sa détermination à poursuivre la lutte.
Malgré l’échec de l’initiative de 1959, le RJ ne renonce pas. Sous l’impulsion de ses dirigeants, notamment Roland Béguelin, le mouvement entame une profonde restructuration. Il intensifie les manifestations et les actions de terrain, et mise résolument sur la jeunesse pour renouveler son engagement.
Dès 1960, le RJ prévoit de lancer quatre nouvelles initiatives cantonales visant à améliorer les conditions de vie dans le Jura : la création d’un office de la circulation routière à Tavannes, l’établissement d’une ferme-pilote aux Franches-Montagnes, un allègement fiscal en faveur des familles, ainsi que l’abolition du système des procurations dans l’exercice du droit de vote. Ces quatre initiatives sont soumises au peuple le 27 mai 1962 et toutes rejetées.
En parallèle, le RJ fonde plusieurs structures militantes destinées à mobiliser les différentes composantes de la population jurassienne : les jeunes rejoignent le Groupe Bélier, les universitaires s’engagent dans le Mouvement universitaire jurassien (MUJ), les femmes dans l’Association féminine pour la défense du Jura (AFDJ), et les expatriés dans l’Association des Jurassiens de l’extérieur (AJE).
Depuis le début des années 1960, la Députation jurassienne du Grand Conseil bernois défend l’idée d’organiser un plébiscite sur l’autonomie jurassienne. Cependant, en septembre 1964, le Rassemblement jurassien se prononce contre cette démarche, estimant que l’organisateur d’un tel plébiscite ne doit pas être le canton de Berne, contre lequel les séparatistes luttent, mais la Confédération suisse. De plus, le RJ revendique le droit de vote pour tous les Jurassiens vivant à l’extérieur. Il souligne que l’organisation d’un plébiscite par le canton de Berne ne serait qu’une simple répétition de la votation populaire du 5 juillet 1959 et, en conséquence, annonce qu’il appellera les Jurassiens à boycotter ce scrutin et à ignorer son résultat.
Dès 1962, commence la période des « années de braises », marquée par une intensification des tensions entre les séparatistes jurassiens et les partisans de l'intégration au canton de Berne, atteignant ainsi leur paroxysme. Cette époque se caractérise par des échauffourées, des menaces envers des élus politiques, des boycotts de commerces et restaurants appartenant aux adversaires, des actes de vandalisme, des dégradations de drapeaux, ainsi que des protestations et des attentats visant des infrastructures.
Le 17 mars 1967, le Conseil-exécutif bernois présente un plan visant à résoudre la Question jurassienne. Ce plan prévoit que si les négociations sur un statut d’autonomie échouent, un plébiscite pourrait être organisé pour permettre au peuple jurassien de se prononcer sur son avenir : rester dans le canton de Berne ou former un nouveau canton. Les milieux séparatistes estiment toutefois qu’un tel plébiscite ne saurait résoudre le problème jurassien et insistent sur la nécessité d’une médiation fédérale. Face à cette éventualité, les habitants du district germanophone de Laufon décident de saisir l’opportunité. Ainsi, un mouvement séparatiste, Laufen zu Basel, est créé, prônant le rattachement de ce district au canton voisin de Bâle-Campagne. Le Rassemblement jurassien, de son côté, réajuste ses objectifs et accepte l’idée d’un canton du Jura composé uniquement des six districts francophones, abandonnant ainsi l’intégration du district de Laufon. Il reconnaît le droit de libre-disposition des habitants de Laufon et soutient leur droit à se prononcer sur leur avenir.
Les négociations s’engagent donc en vue de l’instauration d’un statut d’autonomie pour le Jura au sein du canton de Berne. Le 16 juin 1967, le Conseil-exécutif bernois crée la « Commission des Vingt-quatre », composée de douze membres bernois et de douze jurassiens, sous la présidence du conseiller d'État bernois et directeur de la police, Robert Bauder. La mission de cette commission est de dresser une liste des revendications jurassiennes. Le rapport de la commission, intitulé Les données actuelles du problème jurassien, est présenté le 3 avril 1968. La première partie du rapport cherche à « démontrer que la minorité jurassienne bénéficie d'une situation tout à fait enviable au sein du canton de Berne ». La seconde partie retrace « les contacts pris entre la Commission et les différents acteurs jurassiens dans le but de présenter un état des lieux des différentes positions face à la Question jurassienne ». Ces démarches incluent des entretiens avec le Rassemblement jurassien, l’Union des Patriotes jurassienne (UPJ), le Groupement interpartis pour l'unité cantonale (GIPUC), mais aussi avec les préfets du Jura et de Bienne, les communes de Bienne et de Laufon, ainsi que des représentants d’associations économiques, culturelles, universitaires et religieuses. Cependant, avant même sa publication, le rapport fait l’objet de vives discussions au sein de la Délégation du Conseil-exécutif pour les Affaires jurassiennes (DCEAJ), qui suit de près son élaboration. La « Commission des Vingt-quatre » n’a donc pas bénéficié d’une totale indépendance dans ses démarches vis-à-vis du Conseil-exécutif bernois. De ce fait, les mouvements séparatistes restent méfiants à l’égard de ce rapport et choisissent de l’ignorer.
Parallèlement, convaincu qu’un statut d’autonomie reste la solution la plus appropriée pour résoudre la Question jurassienne, le Conseil-exécutif bernois sollicite l’aide de la Confédération. Sur proposition du Conseil fédéral, le 16 juillet 1968, est nommée la Commission confédérée de bons offices pour le Jura (CBO) (également connue sous le nom de « Commission Petitpierre »), chargée de tenter de résoudre le problème jurassien. Cette commission est composée de deux anciens Conseillers fédéraux, Max Petitpierre et Friedrich Traugott Wahlen, ainsi que de deux Conseillers nationaux, Pierre Graber et Raymond Broger. Les discussions entre la commission et le Conseil-exécutif bernois portent principalement sur le choix entre l’organisation d’un plébiscite ou l’élaboration d’un nouveau statut pour le Jura.
Pour la CBO, deux éléments essentiels doivent être pris en compte. D’une part, il est primordial que les Jurassiens puissent choisir entre la séparation d’avec le canton de Berne ou un nouveau statut pour le Jura, statut qui devra être élaboré avant qu’un plébiscite ne soit organisé. D’autre part, étant donné les trois forces présentes dans le Jura — le Jura Nord, le Jura Sud, et le Laufonnais — il apparaît nécessaire que, après la votation populaire sur la séparation, les Jurassiens puissent organiser d’autres votations dans les districts où la majorité des électeurs ne seraient pas en faveur du résultat du premier vote. C’est ainsi que naît l’idée des « plébiscites en cascade ». Le premier rapport de la CBO est publié le 13 mai 1969, dans lequel il est évoqué « le rassemblement des Jurassiens de toutes tendances, à un large statut d'autonomie qui serait obtenu, voir imposé au canton de Berne »,.
Sous la pression de divers milieux, dont la Confédération, le Conseil-exécutif bernois présente, le 2 juillet 1969, son projet de « nouvelles dispositions constitutionnelles relatives au Jura », qui propose soit un statut d'autonomie spécial pour la région jurassienne au sein du canton de Berne, soit l’indépendance. Contrairement aux revendications de la CBO), le Conseil-exécutif bernois informe la population que les plébiscites, susceptibles de mener à une éventuelle indépendance du Jura, ne pourront être organisés avant que l'additif sur les « nouvelles dispositions constitutionnelles relatives au Jura » soit définitivement accepté, invoquant des « raisons de délai ». Le projet est adopté à l'unanimité par le Grand Conseil bernois le 9 septembre 1969 et est soumis à une votation populaire dans l'ensemble du canton l'année suivante.
Le Rassemblement jurassien annonce d'abord son refus des « nouvelles dispositions constitutionnelles relatives au Jura » et appelle ses adhérents à voter contre cette proposition lors de la votation populaire. Il estime que les résultats favoriseront le Conseil-exécutif bernois plutôt que les séparatistes. Bien que l'acceptation de ces « nouvelles dispositions constitutionnelles relatives au Jura » ouvrirait la voie à l'organisation d'un plébiscite jurassien (objectif principal des séparatistes), le RJ craint que ce plébiscite, organisé par le canton de Berne, entraîne la partition du territoire jurassien. Le RJ revendique l'application des règles internationales régissant l'organisation du plébiscite en vertu du droit à l'autodétermination, stipulant que l'ensemble du peuple jurassien, tant les habitants du territoire que ceux vivant dans d'autres cantons, devrait pouvoir se prononcer. Cependant, le canton de Berne s’appuie sur la Constitution fédérale, qui précise en son article 43 que « tous habitants d'un canton ou d'une commune qui y résident depuis au moins trois mois peut prendre part à un vote ». Le RJ accuse alors les autorités bernoises d’influencer le résultat du vote en permettant à des personnes d’origine alémanique de participer à la votation, afin de garantir un résultat favorable à Berne.

Cependant, à la fin de 1969, le Rassemblement jurassien change d'avis et approuve l'additif constitutionnel tel que présenté par le Conseil-exécutif bernois. Ce retournement de position est motivé par le fait que, pour la première fois, le plébiscite présente une véritable opportunité pour les Jurassiens d’exercer leur droit à la libre disposition, quitte à devoir renoncer à une partie de leur territoire historique :

« Le plan bernois doit être approuvé malgré tout, car il donne aux Jurassiens le droit de libre disposition. C'est une étape à ne pas manquer, même si nous ne sommes pas d'accord avec les modalités d'application du scrutin d'autodétermination. »

— Roland Béguelin, secrétaire général du Rassemblement jurassien
L'additif constitutionnel est alors soumis à la votation populaire dans le canton le 1er mars 1970. À la question « Acceptez-vous l'additif relatif aux nouvelles dispositions constitutionnelles concernant le Jura ? » 86,47 % du corps électoral bernois répond favorablement, soit 90 358 voix contre 14 133. Le taux de participation s'élève à 37,8 %,,,. Dans la partie jurassienne du canton, le résultat a été de 20 421 voix contre 2 259. La loi entre en vigueur le 10 mars suivant.

Le 7 septembre 1971, la CBO publie son deuxième rapport, dans lequel elle propose un statut d'autonomie pour le Jura. Ce rapport marque un brusque retour en arrière par rapport au premier rapport de 1969, notamment en ce qui concerne l'organisation d'un plébiscite, ce qui détériore les relations avec le Rassemblement jurassien, qui réclame la dissolution immédiate de la commission,. Naturellement opposé à une indépendance du Jura, le Conseil-exécutif bernois présente, en septembre 1972, son « Rapport du Conseil-exécutif au Grand Conseil sur la création de régions et l'aménagement du statut du Jura », qui propose une régionalisation de l'ensemble du canton, s'orientant vers l'idée d'un statut d'autonomie spécial pour la région jurassienne au sein du canton de Berne. Le RJ et le MUJ se prononcent contre ce projet de statut, tandis que l'UPJ le soutient. En novembre, ce projet est discuté au sein du Grand Conseil bernois (à l'exception des députés séparatistes, qui refusent de participer aux débats), mais dès décembre, la date du 23 juin 1974 est fixée pour le premier plébiscite. Le peuple jurassien ne pourra donc pas se prononcer sur le projet de nouveau statut du Jura présenté.
Le 18 décembre 1970, le Conseil exécutif bernois met en œuvre les dispositions constitutionnelles définissant les modalités d'une procédure d'autodétermination pour le Jura, structurée en trois étapes de « votation en cascade », désignées sous le nom de « plébiscites jurassiens »,:
| Additif sur les nouvelles dispositions constitutionnelles relatives au Jura - Premier plébiscite : Décision des sept districts concernés quant à la création d'un nouveau canton ; - Deuxième plébiscite (sur référendum): 1. Si, dans l'ensemble des sept districts, la majorité se prononce pour un canton du Jura (oui), les districts qui auront donné une majorité négative (non) pourront demander, dans un délais de six mois, un nouveau scrutin qui leur permettra de décider s'ils veulent adhérer au nouveau canton ou demeurer bernois ; 2. Si, dans l'ensemble des sept districts, la majorité se prononce contre un canton du Jura (non), les districts qui auront donné une majorité pour (oui) pourront, dans les six mois, demander un nouveau plébiscite; ils auront ainsi la faculté de se constituer en canton indépendant ; 3. Concernant le district de Laufon, celui-ci dispose de droits spéciaux. Si une procédure de séparation est engagée, et qu'elle ne concerne pas ce district, il pourra demander, dans un délais de deux ans, l'ouverture d'une procédure de rattachement à un canton voisin ; - Troisième plébiscite (sur référendum) : Si, à la suite de ces deux votes, un canton du Jura à territoire limité voit le jour, les communes limitrophes de la nouvelle frontière pourront, dans un délai de deux mois, s'autodéterminer pour ou contre un adhésion au nouveau canton. |

Lors du premier plébiscite, le 23 juin 1974, une majorité se dégage en faveur de la création d'un nouveau canton. Le Rassemblement jurassien se félicite de cette victoire. Cependant, les milieux antiséparatistes lancent des initiatives afin d'organiser un deuxième plébiscite dans les districts où le « non » a été majoritaire (Moutier, Courtelary, La Neuveville et Laufon). Lors de ce deuxième plébiscite, les 16 mars et 14 septembre 1975, ces quatre districts votent en faveur de leur maintien dans le canton de Berne. Le RJ dénonce alors un « éclatement » du Jura, qu'il impute aux antiséparatistes, et dépose des recours contre ce deuxième plébiscite, lesquels seront rejetés par le Conseil fédéral. C'est à ce moment-là que l'objectif du RJ évolue : il se tourne désormais vers la réunification du Jura bernois sous l'égide du canton du Jura.
Le 11 avril 1975, Georges Droz réunit 300 personnes à Tavannes dans le but de rassembler toutes les forces autonomistes du sud, baptisées Unité jurassienne (UJ). Un comité provisoire est constitué, présidé par Paul Hammel. L'UJ est officiellement fondée à Moutier le 21 mai 1976, avec Alain Charpilloz comme premier président. Son objectif est de rassembler les séparatistes restant dans le Jura méridional à la suite des deux plébiscites de 1974 et 1975.
À la suite des résultats favorables à la création de la République et Canton du Jura, une Assemblée constituante jurassienne voit le jour afin d’élaborer la Constitution du nouveau canton. L’une des grandes craintes de Roland Béguelin est que les futurs constituants se laissent influencer par le Conseil fédéral et finissent par s’ancrer trop profondément dans le système politique suisse traditionnel, au point d’en oublier les revendications fondamentales liées à la récupération des districts du sud. Pour prévenir cette dérive, il appelle la population jurassienne, lors des élections des députés constituants, à élire des membres actifs et engagés du Rassemblement jurassien.
Dans la fin des années 1980, Roland Béguelin, secrétaire général du RJ depuis 1953, demeure toujours une figure centrale du Rassemblement jurassien et poursuit inlassablement son objectif de réunification entre le Jura resté bernois et le canton du Jura. Ses positions suscitent des avis divergents et moins favorables au sein même du mouvement séparatiste. Ses idées, inchangées depuis 1947, se concentrent sur la critique acharnée du Conseil-exécutif bernois et du Conseil fédéral, qu’il accuse de demeurer passifs face à la question jurassienne. Il décrit la Suisse comme « un résidu du Moyen Âge, une construction artificielle et une relique à la dérive ». Roland Béguelin plaide pour que le canton du Jura se définisse comme un « État de combat et qu'il parte à la conquête des districts jurassiens du Sud qui avaient choisi de rester bernois ». En revanche, le Gouvernement jurassien, contraint par sa constitution et par les exigences de la Confédération, adopte une approche moins radicale. Désireux de ne pas exacerber les tensions, il choisit le dialogue et la réconciliation pour tenter de séduire les antiséparatistes du Jura bernois et le Conseil-exécutif bernois, tout en poursuivant l’objectif de réunification. Pour Roland Béguelin, cette approche est perçue comme un acte de lâcheté. Il ne cache ni sa consternation ni sa colère envers les autorités jurassiennes. Les relations entre le RJ et ces dernières se détériorent progressivement, jusqu’à la rupture définitive.
En 1992, le Gouvernement jurassien et le Rassemblement jurassien présentent l'initiative UNIR au Parlement jurassien. Cette initiative stipule que « l'unité institutionnelle du Jura constitue l'un des principaux objectifs du canton du Jura; la loi a pour but de prévoir les moyens politiques, financiers, culturels et juridiques propres à atteindre ce but. ». Le Parlement accepte l'initiative UNIR le 23 septembre 1992. En réponse, le Conseil-exécutif bernois dépose un recours contre cette initiative. Le Tribunal fédéral invalide l'initiative UNIR et recommande au Parlement jurassien de ne pas y donner suite. Cependant, ce dernier adopte malgré tout la « loi UNIR ».

### Mouvement autonomiste jurassien (depuis 1994)
Au cours de l'année 1993, sous l'impulsion de Pierre-André Comte, l'Unité jurassienne propose sa fusion avec le Rassemblement jurassien. Cependant, cette fusion est refusée par Roland Béguelin, qui estime que l'Unité jurassienne constitue déjà une branche du Rassemblement jurassien et que sa présence sur les terres bernoises est problématique au vu des événements récents. Cette décision provoque des tensions entre lui et Pierre-André Comte. Le 13 septembre 1993, Roland Béguelin décède, et la fusion est finalement réalisée le 20 mars 1994. Le groupe ainsi formé prend le nom de Mouvement Autonomiste Jurassien (MAJ).
Le 3 septembre 1994, le MAJ réorganise sa ligne politique afin de mieux défendre les intérêts du peuple jurassien. Le MAJ renonce à l'objectif de réunification, tout en réaffirmant son désir de libérer les districts méridionaux du canton de Berne.
Le 29 novembre 1998, le MAJ organise un vote consultatif à Moutier. Les citoyens rejettent de justesse le rattachement de leur commune au canton du Jura, avec 1 891 voix pour et 1 932 voix contre.
Le 20 novembre 1999, le MAJ procède à une révision officielle de ses statuts.
Le 5 avril 2003, le Mouvement Autonomiste Jurassien lance l'initiative « Un seul Jura ». Il dépose cette initiative à la chancellerie cantonale jurassienne le 12 septembre. L'initiative propose l'étude d'un nouvel État jurassien à six districts, à travers l'Assemblée Interjurassienne. L'initiative est adoptée par le Parlement jurassien en 2004, contre l'avis du Gouvernement jurassien.
À la suite du refus exprimé en 2013 par le Jura bernois de lancer une étude sur la création d’un canton commun avec le Jura, puis dans le contexte du transfert officiel de la ville de Moutier au 1er janvier 2026 à la République et Canton du Jura, et enfin avec la clôture constitutionnelle de la Question jurassienne fixée au 31 décembre 2025, la situation politique et institutionnelle a profondément évolué depuis la fondation du MAJ. C’est dans ce nouveau cadre que, le 23 mai 2025, le MAJ annonce une réorientation stratégique majeure. Renonçant à faire de la réunification du Jura et du Jura bernois son objectif principal, le MAJ privilégie désormais une approche fondée sur le dialogue interjurassien. Cette nouvelle orientation vise à dépasser les clivages territoriaux traditionnels en mettant en avant les éléments communs qui unissent les populations jurassiennes des deux cantons. Le mouvement exprime sa volonté de contribuer à une phase renouvelée de dialogue, axée sur la coopération, la reconnaissance mutuelle et la recherche de l’intérêt général. Il affirme son engagement en faveur d’une entente pacifiée et constructive entre les régions, en excluant toute démarche animée par un esprit de revanche ou par la nostalgie des conflits passés. Ces nouveaux statuts sont officiellement adoptés le 28 juin 2025 par les délégués du MAJ, réunis à Fontenais. Dans sa nouvelle ligne directrice, le MAJ affirme sa volonté de valoriser et de protéger l’identité francophone du Jura bernois, en particulier face à ce qu’il qualifie de risque de « biennisation », c’est-à-dire une assimilation progressive à la culture majoritairement germanophone du canton de Berne. Parallèlement, le mouvement maintient sa revendication d’un nouveau scrutin pour la commune de Belprahon, qu’il considère comme un cas particulier n’ayant pas encore trouvé d’issue satisfaisante dans le processus interjurassien,,.

## Organisations affiliées
- Association suisse des amis du Jura libre (ASJL), (1961-1987): association destinée à tout Suisses soutenant les séparatistes jurassiens dans leurs aspirations autonomistes;
- Groupe Bélier : Le groupe est fondé le 22 juin 1962 à l'initiative de Marcel Brêchet et de Michel Gury. Il s'agit d'une organisation destinée à rassembler la jeunesse séparatiste jurassienne. Ce groupe n'est plus affilié au Rassemblement jurassien depuis 1981[18];
- Association des Jurassiens de l'extérieur (AJE), (depuis 1962): L’association est fondée le 2 décembre 1962 à Neuchâtel par le Rassemblement jurassien, dans le but de réunir en une association les 22 sections du RJ externes au Jura[45]. Son objectif politique est de disposer d'un réseau de relations dans l'ensemble de la Suisse afin de faire connaître le problème jurassien[46];
- Association féminine pour la défense du Jura (AFDJ), (depuis 1963): Créée le 24 mars 1963, l'association, exclusivement féminine, regroupe les femmes qui souhaitent œuvrer à la création du canton du Jura[N 10],[47],[48];
- Mouvement universitaire jurassien (MUJ), (depuis 1964): Fondé le 13 septembre 1964, le mouvement regroupe les étudiants jurassiens séparatistes des universités romandes. À l'origine, les premiers militants de ce groupement souhaitent réagir au refus du Conseil d'État vaudois de laisser le Jura participer à l'Exposition nationale de 1964. Son but est de « réunir les étudiants qui se proposent, notamment par l'étude et une information objective, de rechercher une solution au problème jurassien, dans le sens d'une autonomie politique »[49];
- Unité jurassienne (UJ), (1975-1994): imaginé le 11 avril 1975 par Georges Droz à Tavannes, ce mouvement regroupe les séparatistes jurassiens vivants dans les districts ayant décidé de rester bernois lors du deuxième plébiscite jurassien de 1975. L'UJ est officiellement constituée à Moutier le 21 mai 1976[50].

## Structure

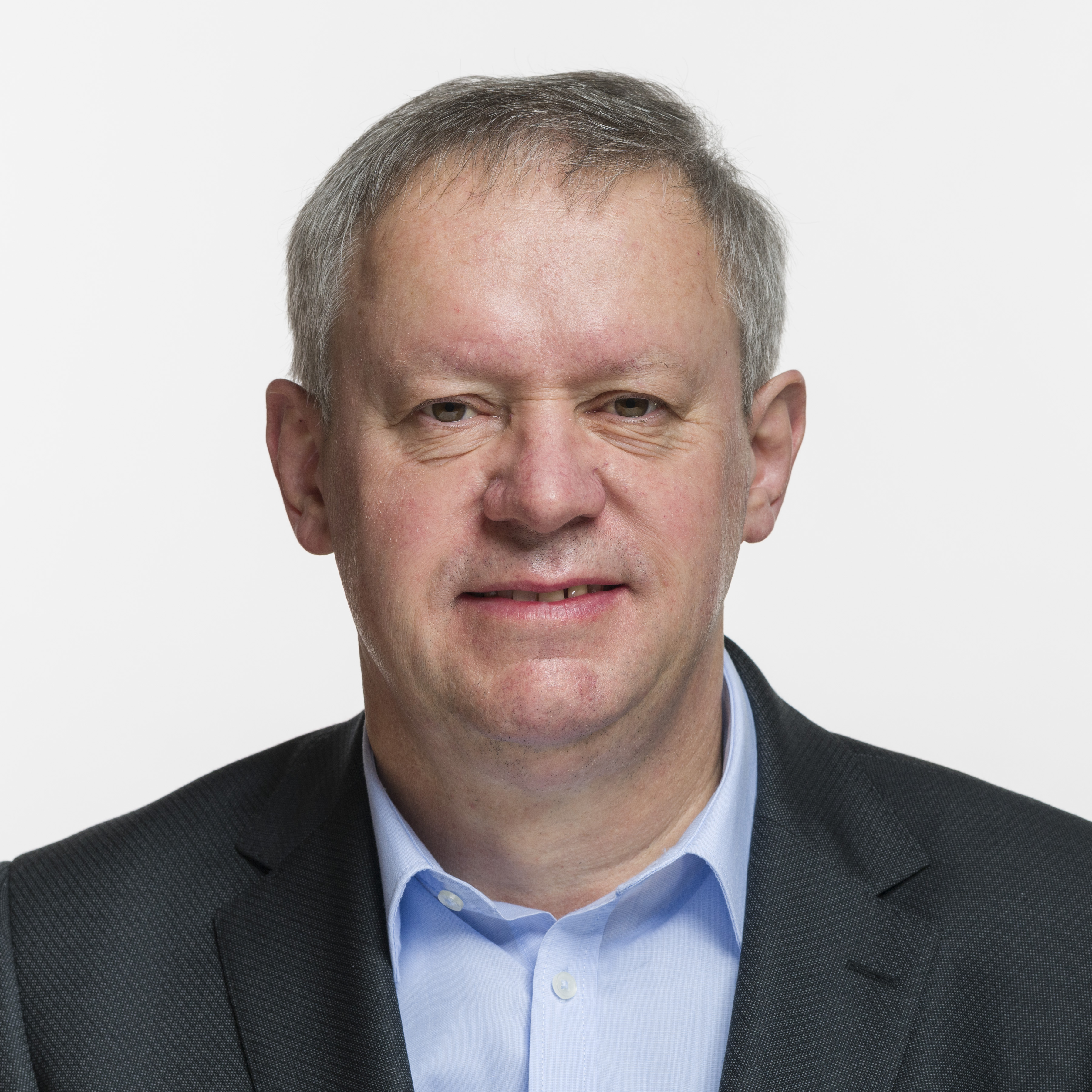
Pierre-Alain Fridez, président du MAJ depuis 2025.

L’organe directeur du Mouvement Autonomiste Jurassien est le comité exécutif. La commission des fédérations assure la coordination entre les différentes sections du mouvement et le comité exécutif. L’assemblée des délégués constitue l’organe souverain : elle définit les grandes orientations politiques du MAJ et prend les décisions stratégiques majeures.
Les membres de l’organe directeur sont élus pour un mandat de trois ans. Pour la période 2025–2028, Pierre-Alain Fridez en assure la présidence, secondé par  Nadège Wegmüller vice-président. Pierre-André Comte occupe la fonction de secrétaire général, assisté de Jean-Marie Koller, secrétaire général adjoint. L’organe comprend également un contrôleur des finances, une représentante de l’Association féminine pour la défense du Jura, un représentant de l’Association des Jurassiens de l’extérieur, un représentant du Groupe Bélier, ainsi que huit autres membres.
À sa fondation, le siège du mouvement se situe à la Ruelle de l’Écluse 10 à Delémont. Lors de la fusion en 1994 et du changement de nom, le siège est transféré à la Place Roland-Béguelin à Moutier.

### Historique des postes

#### MSJ, RJ et MAJ
| Président Mouvement séparatiste jurassien - 1947-1951 : Daniel Charpilloz Présidents du Rassemblement jurassien - 1951-1954 : Daniel Charpilloz - 1954-1965 : André Francillon - 1965-1980 : Germain Donzé - 1980-1991 : Bernard Mertenat - 1991-1994 : Christian Vaquin Présidents du Mouvement autonomiste jurassien - 1994-2012 : Christian Vaquin - 2012-2025 : Laurent Coste - Depuis 2025 : Pierre-Alain Fridez | Secrétaires généraux du Mouvement séparatiste jurassien - 1947-1950: Roger Schaffter - 1950-1951: Pierre Billieux Secrétaires généraux du Rassemblement jurassien - 1951-1953 : Pierre Billieux - 1953-1991 : Roland Béguelin - 1991-1994 : Pierre-André Comte Secrétaire général du Mouvement autonomiste jurassien - Depuis 1994 : Pierre-André Comte |

#### UJ
| Présidents de l'Unité jurassienne - 1976-1978 : Alain Charpilloz - 1979-1980 : Ivan Vecchi - 1980-1982 : Jean-Marie Mauron - 1982-1987 : Jean-Claude Crevoisier - 1988-1994 : Pierre-André Comte |

## Manifestations
Le MAJ, accompagné de ses organisations affiliées, organise régulièrement des manifestations en lien avec la Question jurassienne ou en soutien au peuple jurassien:
- Fête du peuple jurassien : elle se déroule chaque année depuis 1948, au mois de septembre, à Delémont;
- « Faites la liberté » : elle se déroule chaque année depuis 2006, au mois de juin, à Moutier;
- Fête de la jeunesse : organisée par le Groupe Bélier, elle se déroule chaque année depuis 1965, au mois de mars à Moutier[N 11],[52];
- Commémoration du 23 juin 1974 : les différentes sections locales organisent, dans les communes, une commémoration du plébiscite jurassien[51];
- Hommages à Roland Béguelin et Roger Schaffter : le MAJ leur rend très souvent hommage lors des commémorations de leurs dates de naissance et de décès[53].

## Presse
Le journal Le Jura Libre constitue l’organe de presse du Mouvement autonomiste jurassien. Fondé en 1948 par Roger Schaffter, Roland Béguelin et Roger Chatelain, il paraît une fois par mois.
Le Conseil d’administration du Jura Libre est présidé par Alain Charpilloz (neveu de Daniel), tandis que Laurent Girardin en assure la rédaction en chef. Le journal est imprimé au Centre d’impression Le Pays, à Delémont.

## Logos

De 1947 à 1979[N 12].
De 1994 à 2012.
Depuis 2013.

## Personnalités
Liste, non exhaustive, de membres connus :
- Daniel Charpilloz (1872-1955), industriel et cofondateur du deuxième Mouvement séparatiste jurassien ;
- Alexandre Voisard (1930-2024), poète ;
- Jean Cuttat (1916-1992), écrivain ;
- Roger Schaffter (1917-1998), instituteur, membre cofondateur et premier secrétaire général du deuxième Mouvement séparatiste jurassien, député à l'Assemblée constituante jurassienne et premier conseiller aux États jurassien ;

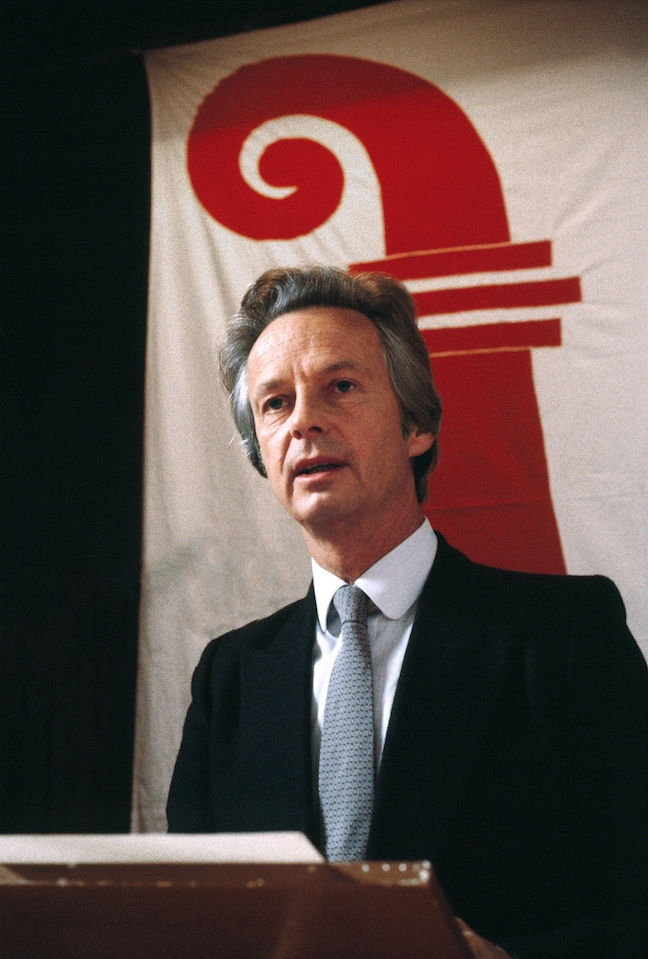
Roland Béguelin (1921-1993), journaliste, écrivain, membre cofondateur et troisième secrétaire général du deuxième Mouvement séparatiste jurassien, à l'Assemblée constituante jurassienne et premier Président du Parlement jurassien ;
- Valentine Friedli (1929-2016), technicien-architecte, membre cofondatrice de l'Association féminine pour la défense du Jura, députée à l'Assemblée constituante jurassienne et conseillère nationale jurassienne ;
- Pierre-André Comte (1955-), instituteur, député au Parlement jurassien, cinquième Président de l'Unité jurassienne (1987-1994), quatrième secrétaire général du Rassemblement jurassien et actuel secrétaire général du Mouvement autonomiste jurassien ;
- Jean-Claude Crevoisier (1938-), politicien, quatrième Président de l'Unité jurassienne (1982-1987) et conseiller national bernois ;
François Lachat (1942-), écrivain, Président de l'Assemblée constituante jurassienne, ministre et premier Président du Gouvernement jurassien et conseiller national jurassien ;   - Roland Béguelin, secrétaire général du RJ 1953 à 1991.
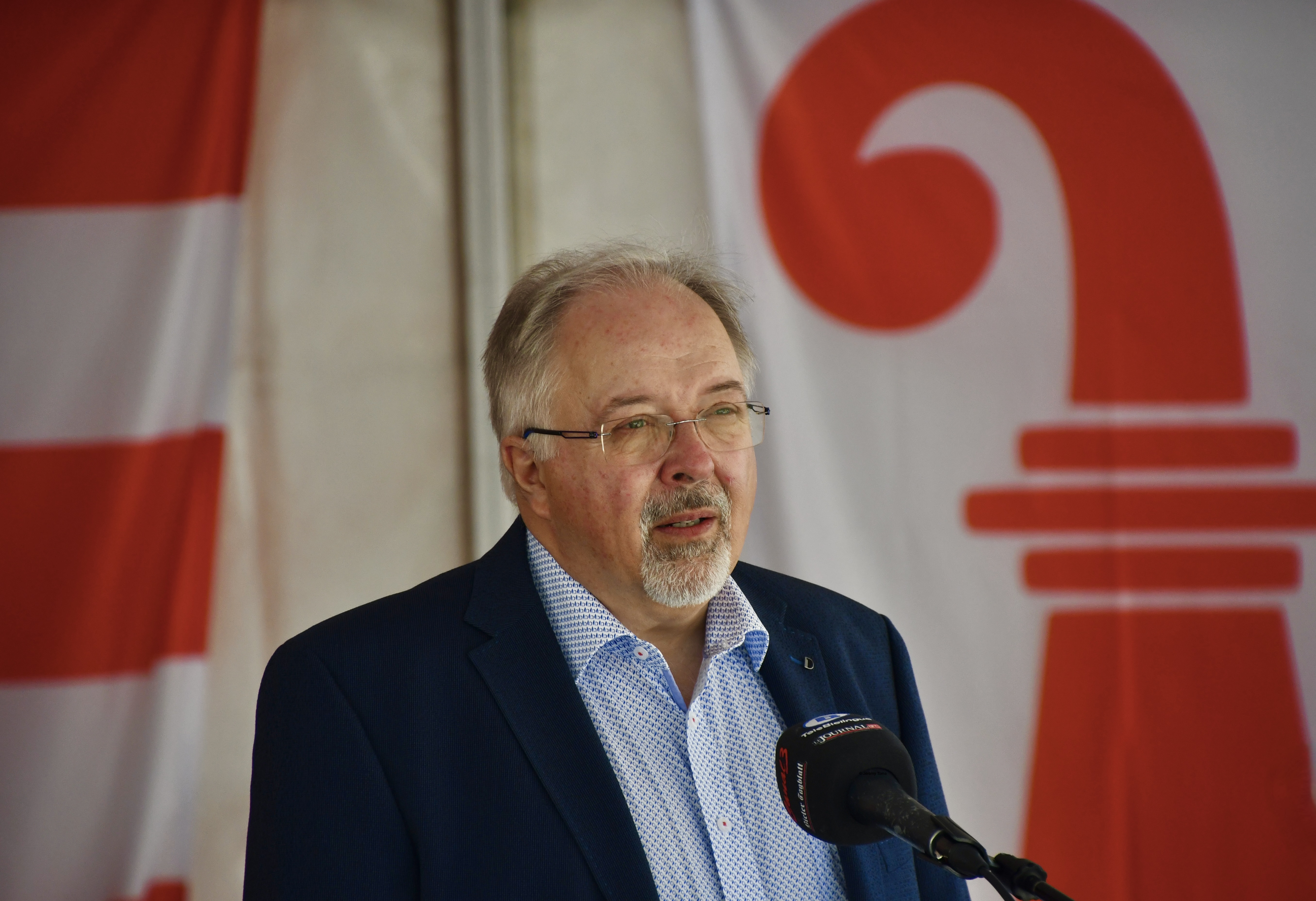
Laurent Coste, Président du MAJ de 2012 à 2025.
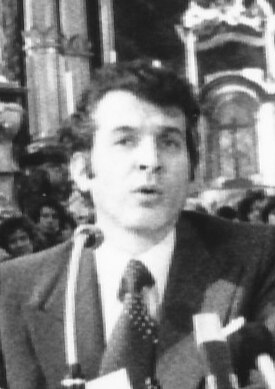
François Lachat, membre du MAJ.
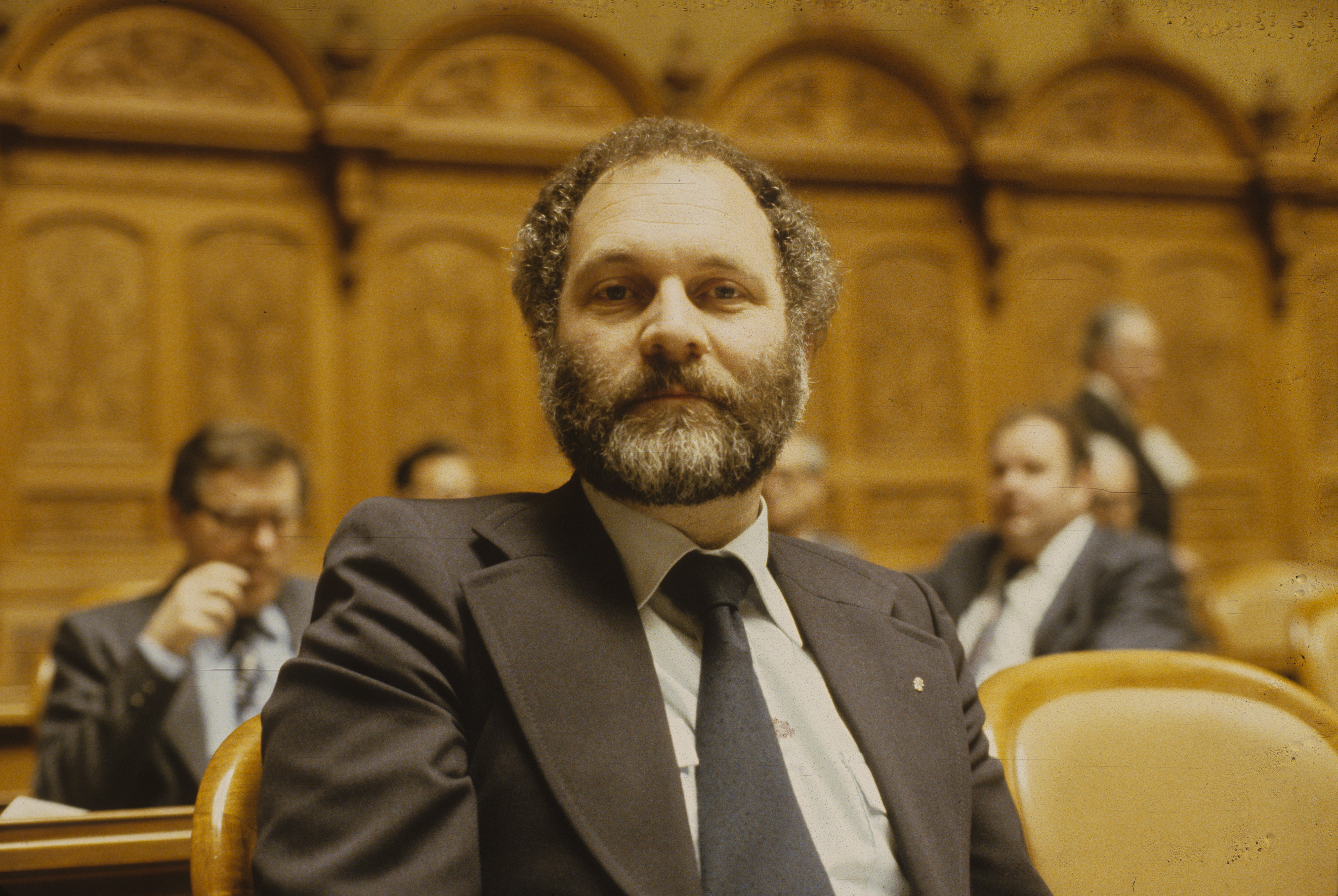
Jean-Claude Crevoisier, Président de lUJ de 1982 à 1987.
  - Roger Schaffter, secrétaire général du MSJ de 1947 à 1950.
  - Laurent Coste, Président du MAJ de 2012 à 2025.
  - François Lachat, membre du MAJ.
  - Jean-Claude Crevoisier, Président de l'UJ de 1982 à 1987.

## Mouvements extérieurs associés
Dès le milieu des années 1960, Roland Béguelin s'appuyait sur d'autres combats de communautés francophones à travers le monde afin de donner du poids à sa cause. C'est dans cette optique qu'il crée la Conférence des minorités ethniques de langue française en 1971 dont le RJ fait partie des membres permanents,. Dès lors, le RJ, puis le MAJ par la suite, montrent un grand soutien et gardent des liens forts avec les mouvements dits des « peuples frères ». Il s'agit principalement d'organisations représentant les Francophones minoritaires dans leur État respectif comme les Québécois, les Wallons, les Valdôtain, les Acadiens ou encore Louisianais. Plus récemment, le MAJ soutient également les Corses et les Catalans.
À chaque Fête du peuple jurassien, les drapeaux de ces régions et communautés sont présents aux côtés du drapeau jurassien.

### Québec
Dès 1967, Roland Béguelin apporte un grand soutien au souverainisme québécois dont il tient plusieurs correspondances avec des acteurs clefs du souverainisme québécois à partir de cette date,. Il est alors invité, entre 1979 et 1981, aux 7e et 8e congrès du Parti québécois organisés à Sainte-Foy et Montréal.
- Rassemblement pour l'indépendance nationale[65]
- Parti québécois[57] ;
- Mouvement national des Québécoises et Québécois[66].

Béguelin devenu un grand ami de René Lévesque, ce dernier effectue une visite officielle à Delémont les 1er et 2 juillet 1983 dont découlera la signature d'un accord de coopération entre la République et Canton du Jura et la Province de Québec,,,,,,.

### Wallonie
Depuis la fin des années 1960, le MAJ soutient également l'indépendantisme Wallon (où Roland Béguelin est également invité par le Rassemblement Wallon en 1981).
- Rassemblement wallon[57];
- Rassemblement pour l’unité des Francophones (anciennement Association Bruxelles-Français)[66];
- Action fouronnaise.

Le 21 décembre 1988, la République et canton du Jura et la Fédération Wallonie-Bruxelles signent un accord commun de coopération concernant les projets d’échanges et de partenariats dans les domaines de la culture et de la formation,.

### Vallée d'Aoste
La communauté francophone de la Vallée d'Aoste d'Italie, présente également un mouvement autonomiste que le MAJ soutient.
- Union valdôtaine[57].

Depuis 1995, le Parlement jurassien et le Conseil régional de la Vallée d’Aoste sont unis par une entente. Les deux législatifs ont invité leurs gouvernements respectifs à conclure un accord de coopération. L'entente entre le Jura et la Vallée d'Aoste a été signée le 19 mars 2004 par les deux présidents de gouvernement,.

### Autres mouvements
- Mouvement Romand (défense des droits et intérêts des Romands) ;
- Société nationale de l'Acadie, (défense des droits et intérêts du peuple acadien)[66] ;
- Parti acadien, (autonomie de l'Acadie au sein du Canada)[76],[77] ;
- Association française de solidarité avec les peuples de langue française (défense du français)[66];
- Corsica Libera (indépendance de la Corse)[78];
- Front de libération nationale corse (indépendance de la Corse)[78];
- Parti démocrate européen catalan (indépendance de la Catalogne);
- Appel national pour la République (indépendance de la Catalogne)[79];
- Ensemble pour la Catalogne (indépendance de la Catalogne).